# Cambio a doppia frizione

Cambio a doppia frizione:
M: Motore
A: Trasmissione primaria
B: Doppia frizione
C: Albero secondario
D: Albero primario marce pari
E: Albero primario marce dispari
F: Uscita cambio

Con cambio a doppia frizione, comunemente abbreviato in DCT (dual-clutch transmission), s'intende un particolare tipo di cambio che si posiziona tra i cambi semi-automatici (o manuali automatizzati o robotizzati), ed è caratterizzato dall'utilizzo di due frizioni separate, una per gli ingranaggi pari e l'altra per quelli dispari.

## Descrizione

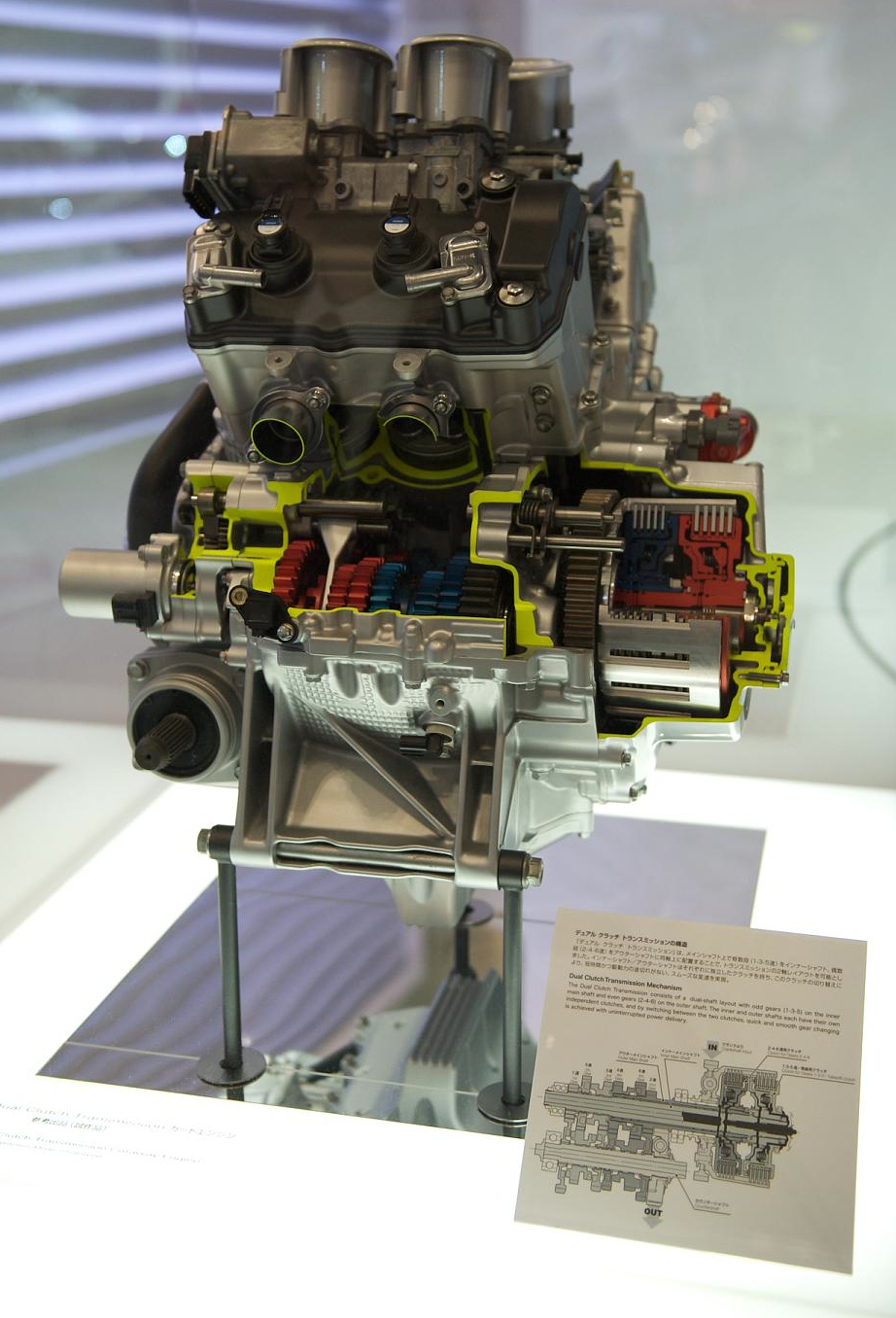
Cambio a doppia frizione della Honda VFR 1200F

Si tratta di un cambio in cui sono presenti due alberi collegati a due frizioni a loro volta collegate all'albero di trasmissione. Su un albero si trovano i rapporti dispari mentre sul secondo i rapporti pari: ciò che accade è una contemporanea rotazione degli alberi interni, tuttavia solo uno dei due, grazie a una frizione, trasferisce il moto all'albero di trasmissione. Nel frattempo, l'altro albero continua a ruotare e ha così "già pronto" il rapporto successivo. Il vantaggio consiste in una notevole velocità di cambiata.
Il sistema a doppia frizione può essere usato in diverse combinazioni.

## Storia
Il primo esempio di cambio a doppia frizione come lo conosciamo oggi è quello ideato dall'azienda statunitense BorgWarner nel 2003 denominato Direct-Shift Gearbox, tuttavia la storia di questo cambio è molto più lunga. Nel 1939 l'ingegnere Adolphe Kégresse progetta il primo esempio di cambio a doppia frizione, tale progetto però venne fatto solo su carta ma non venne mai prodotto. 
L'idea viene quindi ripresa nel 1983 dalla Porsche la quale, quando il computer per il controllo della trasmissione diventa abbastanza compatto, idea il Doppelkupplung (in inglese dual clutch gearbox) conosciuto anche come PDK (prodotto dall'azienda ZF) utilizzati sulla Porsche 956 e 962, le macchine da corsa Le Mans dal 1983 e la vettura rally Audi Sport Quattro S1.
Qualche anno più tardi anche la Ferrari inizia l'installazione dei propri cambi a doppia frizione nelle vetture da corsa. 
Il primo cambio a doppia frizione installato in un'auto di serie è stato quindi lo statunitense Direct-Shift Gearbox della BorgWarner, installato sulla Volkswagen Golf Mk4 R32.

### Epoca contemporanea
Tra i vari produttori di cambi a doppia frizione ci sono BorgWarner (che produce, per esempio, il DSG) e Getrag. Queste due aziende sono le principali produttrici di cambi a doppia frizione e sono i fornitori di quasi tutti i produttori di automobili; nonostante ciò, ci sono alcune case automobilistiche che preferiscono produrli in proprio. 
Attualmente solo il gruppo FCA e la sua ex-controllata Ferrari (comunque appartenenti entrambi alla holding Exor) hanno deciso di intraprendere questa produzione autonoma di cambi a doppia frizione. La Ferrari li utilizza nelle sue vetture da competizione sin dal 1989 (vettura F1-89) e, dall'inizio del XXI secolo, li ha introdotti anche sulle vetture di serie. Alcuni cambi adottati dall'Alfa Romeo per verità utilizzano componentistica sviluppata in collaborazione con la BorgWarner, e vengono prodotti dalla Fiat Powertrain Technologies (che produce, per esempio l'FTP C635 commercializzato come "TCT"), e sono destinati ai vari marchi del gruppo; il debutto del primo cambio Fiat a doppia frizione è avvenuto con l'installazione su Alfa Romeo Mito nel 2010. 
Nonostante questa produzione interna alcuni marchi del gruppo Chrysler utilizzano ancora cambi a doppia frizione Getrag. 
Successivamente il cambio (denominato DDCT= Dual Dry Clutch Transmission) è stato esteso alla maggior parte dei nuovi modelli del gruppo come la Jeep Renegade, l'Alfa Romeo Giulietta, la Fiat 500X.

## Sigle dei diversi produttori
Questo tipo di cambio assume sigle/denominazioni differenti a seconda del produttore e delle case costruttrici, che ne hanno generato una piccola variante:
Per il gruppo Volkswagen abbiamo:
- Porsche: PDK (acronimo di Porsche Doppelkupplung, trasmissione a doppia frizione appunto)
- Audi: S-Tronic (chiama invece Multi-Tronic il suo cambio CVT, e Tip-Tronic il suo cambio a convertitore di coppia)
- Volkswagen: DSG
- Skoda: DSG
- Seat: DSG
- Lamborghini: LDF (acronimo di Lamborghini Doppia Frizione)

Mentre per gli altri marchi:
- Alfa Romeo: Alfa TCT (acronimo di Alfa Twin Clutch Transmission), sviluppato dal gruppo FIAT
- BMW: DKG
- Ferrari: Doppia Frizione
- Ford: Powershift, sviluppato da Getrag (utilizzato su modelli Volvo quando la Ford possedeva il marchio svedese)
- Hyundai/Kia DCT (7 marce con frizioni a secco - acronimo di Dual Clutch transmission)
- Mercedes: 7G-DCT (acronimo di 7 Gear - Dual Clutch Transmission)
- Mitsubishi: Twin Clutch, sviluppato da Getrag (utilizzato anche dal gruppo PSA per Peugeot 4007 e Citroen C-Crosser)
- Nissan: DualTronic
- Renault: EDC, sviluppato da Getrag
- Smart: Twinamic

Ed inoltre:
- Direct-Shift Gearbox, sviluppato da BorgWarner